# 瓦连京·波克罗夫斯基
瓦连京·伊万诺维奇·波克罗夫斯基（俄语：Валентин Иванович Покровский，1929年4月1日—2020年10月29日），俄罗斯流行病学家，俄罗斯科学院院士。自2001年开始担任俄罗斯联邦卫生部首席流行病学专家。

## 生平
1929年生于伊万诺沃-沃兹涅先斯克。他在莫斯科州的克利亚济马长大。1952年毕业于莫斯科第一医学院，后在传染病研究所深造，1955年获副博士学位。1967年获全博士学位，同年晋升教授。1968年开始在苏联卫生部中央流行病学研究所（现为俄罗斯消费者权益保护和公益监督局中央流行病学研究所）工作。1971年至2018年，一直担任该研究所所长。
1971年当选苏联医学科学院通讯院士，1982年当选院士。1987年至2006年，担任苏联医学科学院（1992年改为俄罗斯医学科学院）院长。2013年俄罗斯医学科学院并入俄罗斯科学院后，转为俄罗斯科学院院士。2020年10月29日逝世。